# Spanische Badmintonmeisterschaft 2018
Die Spanische Badmintonmeisterschaft 2018 war die 37. Auflage der spanischen Titelkämpfe in dieser Sportart. Sie fand vom 4. bis zum 6. Mai 2018 in der Polideportivo Corredoira Arena in Oviedo statt.

## Die Sieger und Platzierten
| Disziplin    | Gold                       | Silber                        | Bronze                         |
| ------------ | -------------------------- | ----------------------------- | ------------------------------ |
| Herreneinzel | Pablo Abián                | Enrique Peñalver              | Miguel Barbado                 |
| Herreneinzel | Pablo Abián                | Enrique Peñalver              | Manuel Vazquez                 |
| Dameneinzel  | Sara Peñalver Pereira      | Elena Andreu                  | Manuela Diaz                   |
| Dameneinzel  | Sara Peñalver Pereira      | Elena Andreu                  | Nerea Ivorra                   |
| Herrendoppel | Javier Abian Pablo Abián   | Bernat Amaya Marc Gallardo    | Brais Alves Bruno Moldes       |
| Herrendoppel | Javier Abian Pablo Abián   | Bernat Amaya Marc Gallardo    | Manuel Brea Alejandro Nogueira |
| Damendoppel  | Laura Molina Haideé Ojeda  | Elena Fernandez Lorena Uslé   | Paula López Laura Santos       |
| Damendoppel  | Laura Molina Haideé Ojeda  | Elena Fernandez Lorena Uslé   | Sara Ezquerro Laura Valverde   |
| Mixed        | Alberto Zapico Lorena Uslé | Javier Suarez Elena Fernandez | Javier Abian Haideé Ojeda      |
| Mixed        | Alberto Zapico Lorena Uslé | Javier Suarez Elena Fernandez | Alvaro Leal Laura Maria Solis  |